# Pegomya convergens
Pegomya convergens är en tvåvingeart som först beskrevs av Huckett 1939.  Pegomya convergens ingår i släktet Pegomya och familjen blomsterflugor. Inga underarter finns listade i Catalogue of Life.